# Philemon Kimeli Limo
Pour les articles homonymes, voir Kimeli.
Philemon Kimeli Limo, né le 2 août 1985, est un athlète kenyan spécialiste des courses de fond. 

## Biographie

### Palmarès
| Date | Compétition                    | Lieu              | Résultat | Épreuve       | Performance     |
| ---- | ------------------------------ | ----------------- | -------- | ------------- | --------------- |
| 2010 | Course Marseille-Cassis        | Marseille, Cassis | 1er      | 20 km         | 1 h 01 min 35 s |
| 2011 | Championnats du monde de cross | Punta Umbría      | 7e       | Individuel    | 34 min 21 s     |
| 2011 | Course Marseille-Cassis        | Marseille, Cassis | 3e       | 20 km         | 59 min 20 s     |
| 2011 | Semi-marathon de Prague        | Prague            | 1er      | Semi-marathon | 59 min 30 s     |